# Pfarrkirche Unterbergern

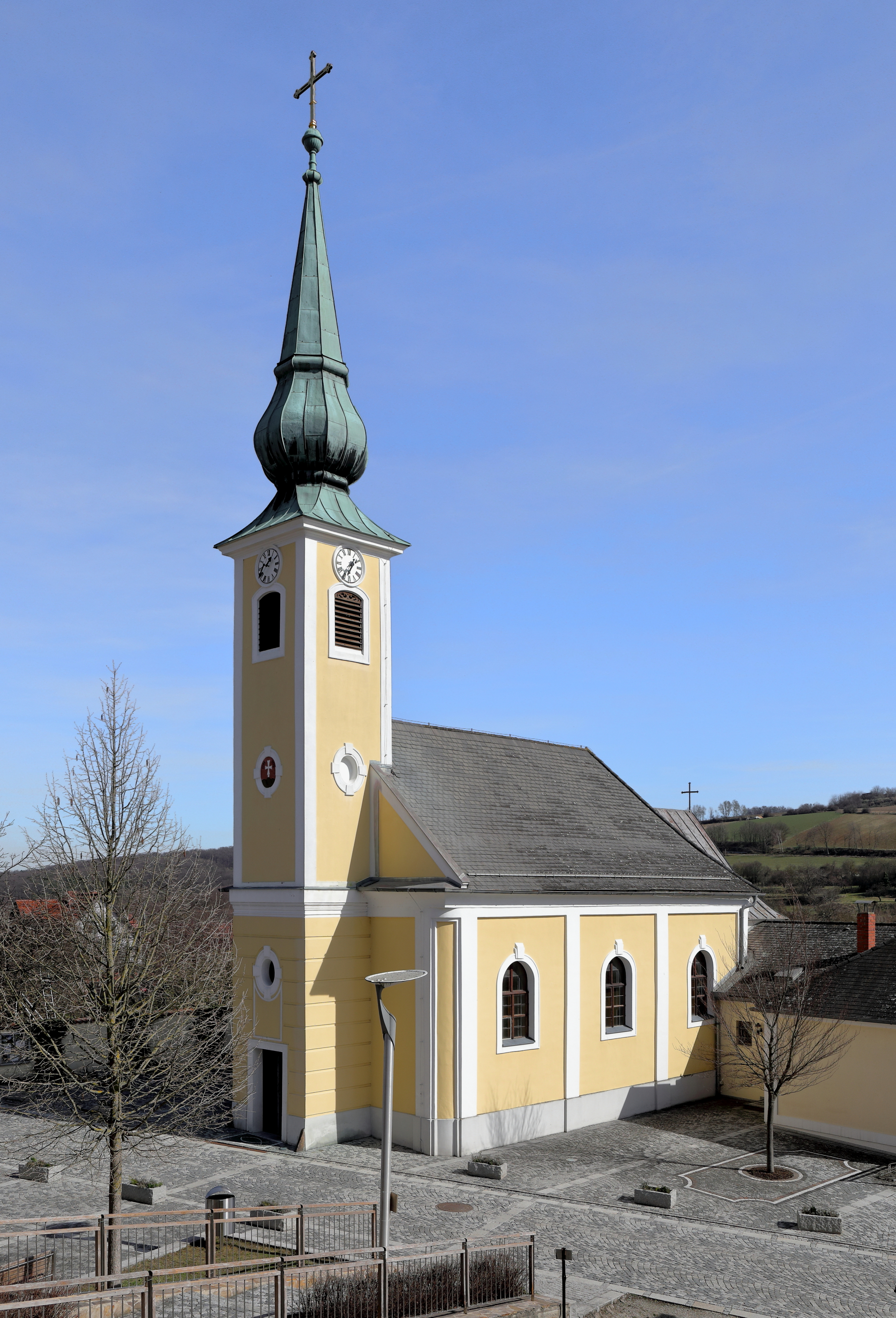
Katholische Pfarrkirche Hll. Peter und Paul in Oberwölbling

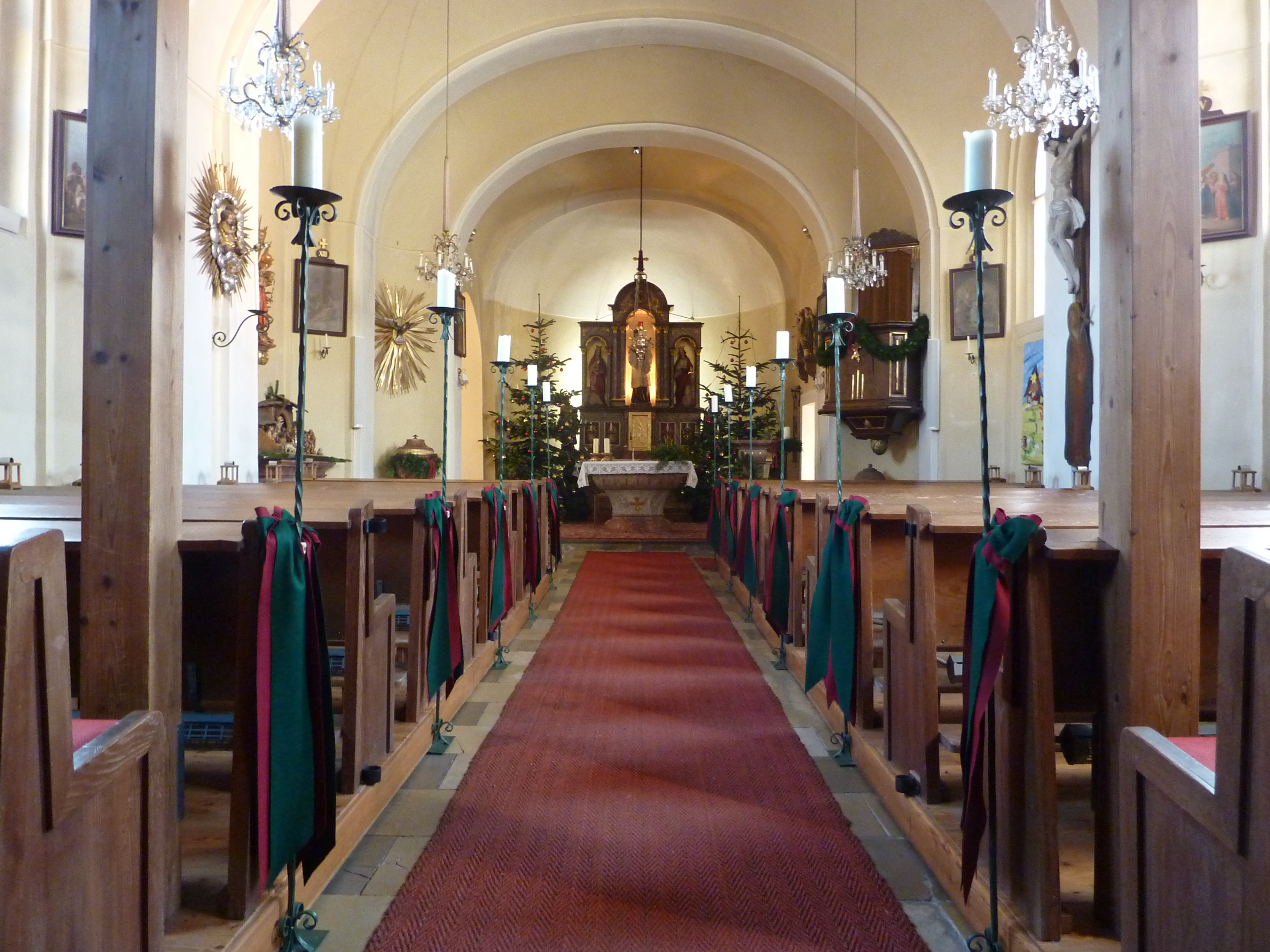
Langhaus, Blick zum Chor

Die römisch-katholische Pfarrkirche Unterbergern steht in der Ortschaft Unterbergern in der Gemeinde Bergern im Dunkelsteinerwald im Bezirk Krems-Land in Niederösterreich. Die dem Patrozinium hl. Johannes Nepomuk unterstellte Pfarrkirche gehört zum Dekanat Göttweig in der Diözese St. Pölten. Die Kirche steht unter Denkmalschutz (Listeneintrag).

## Geschichte
Eine Kapelle wurde 1766 erbaut. Nach der Erhebung der Gemeinde zur Pfarre 1784 wurde die Kapelle nach den Plänen von Johann Schwerdtfeger bis 1785 zur Kirche erweitert. Der Turm erhielt 1868 ein Schallgeschoß und einen Helm. Die Kirche wurde flankierend am Chor von 1963 bis 1973 mit einem Pfarrzentrum und einer Aufbahrungshalle umbaut. Die Kirche wurde 1974 restauriert.

## Architektur
Die schlichte josephinische Saalkirche mit Satteldach steht etwas erhöht über einer Futtermauer in der Ortsmitte im Keil von zwei sich verbindenden Durchgangsstraßen.
Das Langhaus ist durch Rundbogenfenster und Putzbänder gegliedert. Der vorgestellte schlanke Nordturm trägt einen Zwiebelspitzhelm. Der eingezogene rundbogig geschlossene Südchor wird von Neubauten, einem Pfarrzentrum und einer Aufbahrungshalle, flankiert.
Das dreijochige Langhaus hat einen einjochigen Chor mit einem korbbogigen Schluss. Das queroblongen Platzlgewölbe über Doppelgurten und Doppellisenen ruht auf trapezförmigen Wandpfeilern.

## Ausstattung
Der Hochaltar ist ein historistischer dreiteiliger Nischenaufbau mit zierlichen Säulchengliederung und den Statuen der Heiligen Johannes Nepomuk, Barbara und Katharina in den Nischen. Altar und Statuen schuf die Firma Beranek 1905. Die seitlichen Figuren der Heiligen Peter und Paul entstanden in der ersten Hälfte des 18. Jahrhunderts. Der linke Seitenaltar ist ein Marienaltar mit einer gekrönten Madonna mit Kind im Strahlenkranz.
Die Orgel mit 11 Registern (11/II/P) baute Gerhard Hradetzky 1975. Erhalten ist ein Fastentuch mit einer Szene aus der Passion Christi.